# Southern Pines
Southern Pines város az USA Észak-Karolina államában, Moore megyében. Lakosainak száma 15 545 fő (2020. április 1.).

## Népesség
A település népességének változása:
| Lakosok száma | 517  | 12 334 | 15 545 |
|               | 1900 | 2010   | 2020   |